# DTX (폼 팩터)

ATX, μATX (마이크로-ATX), DTX, 미니-ITX, 미니-DTX 마더보드 폼 팩터 비교

DTX 폼 팩터는 ATX 사양의 변형으로 스몰 폼 팩터 PC(특히 HTPC)용으로 설계되었으며 크기는 8 × 9.6 인치 (203 × 244 mm)이다. 셔틀의 오리지널 "SFF" 설계와 유사한 시스템의 호환성을 가능하게 하기 위한 산업 표준으로, AMD는 2007년 1월 10일에 개발 발표를 했다. AMD는 DTX 폼 팩터가 개방형 표준이며 ATX 폼 팩터 케이스와 하위 호환된다고 밝혔다. 또한 8 × 6.7 인치 (203 × 170 mm) 크기의 PCB를 사용하는 미니 DTX라는 더 짧은 변형을 발표했다.
이 사양은 DTX 마더보드에 최대 2개의 확장 슬롯을 제공하며, 이는 ATX 또는 마이크로ATX 보드의 상위 두 슬롯과 동일한 위치에 있다. 또한 이 사양은 DTX 마더보드에 익스프레스카드 확장 슬롯을 선택적으로 제공한다.

## 비교
DTX는 ATX 및 마이크로ATX의 더 짧은 버전이며, 미니-DTX는 미니 ITX보다 약간 더 긴 버전이다. 미니-ITX는 하나의 확장 슬롯만 가질 수 있지만, 미니-DTX는 너비가 같고 두 개의 확장 슬롯을 가질 수 있다.
| 사양        | 연도 | 마더보드 크기               | 확장 슬롯 |
| ----------- | ---- | --------------------------- | --------- |
| ATX         | 1995 | 12 × 9.6 in (305 × 244 mm)  | 7         |
| 마이크로ATX | 1997 | 9.6 × 9.6 in (244 × 244 mm) | 4         |
| DTX         | 2007 | 8 × 9.6 in (203 × 244 mm)   | 2         |
| 미니-DTX    | 2007 | 8 × 6.7 in (203 × 170 mm)   | 2         |
| 미니 ITX    | 2001 | 6.7 × 6.7 in (170 × 170 mm) | 1         |

## 장점
DTX는 생산 비용 절감에 여러 가지 이점을 제공한다.
- DTX는 표준 인쇄 회로 기판 제조 패널 크기당 최대 4개의 마더보드를 저렴하게 생산할 수 있다.
- 미니-DTX는 표준 인쇄 회로 기판 제조 패널 크기당 최대 6개의 마더보드를 저렴하게 생산할 수 있다.
- DTX 마더보드는 마더보드 비용 절감을 위해 최소 4개의 인쇄 회로 기판 배선 층으로 제조할 수 있다.
- ATX와의 하위 호환성을 활용하여 공급업체는 적은 개발 비용으로 저렴한 DTX 제품을 제공할 수 있다.

## 같이 보기
- BTX